# Parafia rzymskokatolicka Miłosierdzia Bożego w Warszawie

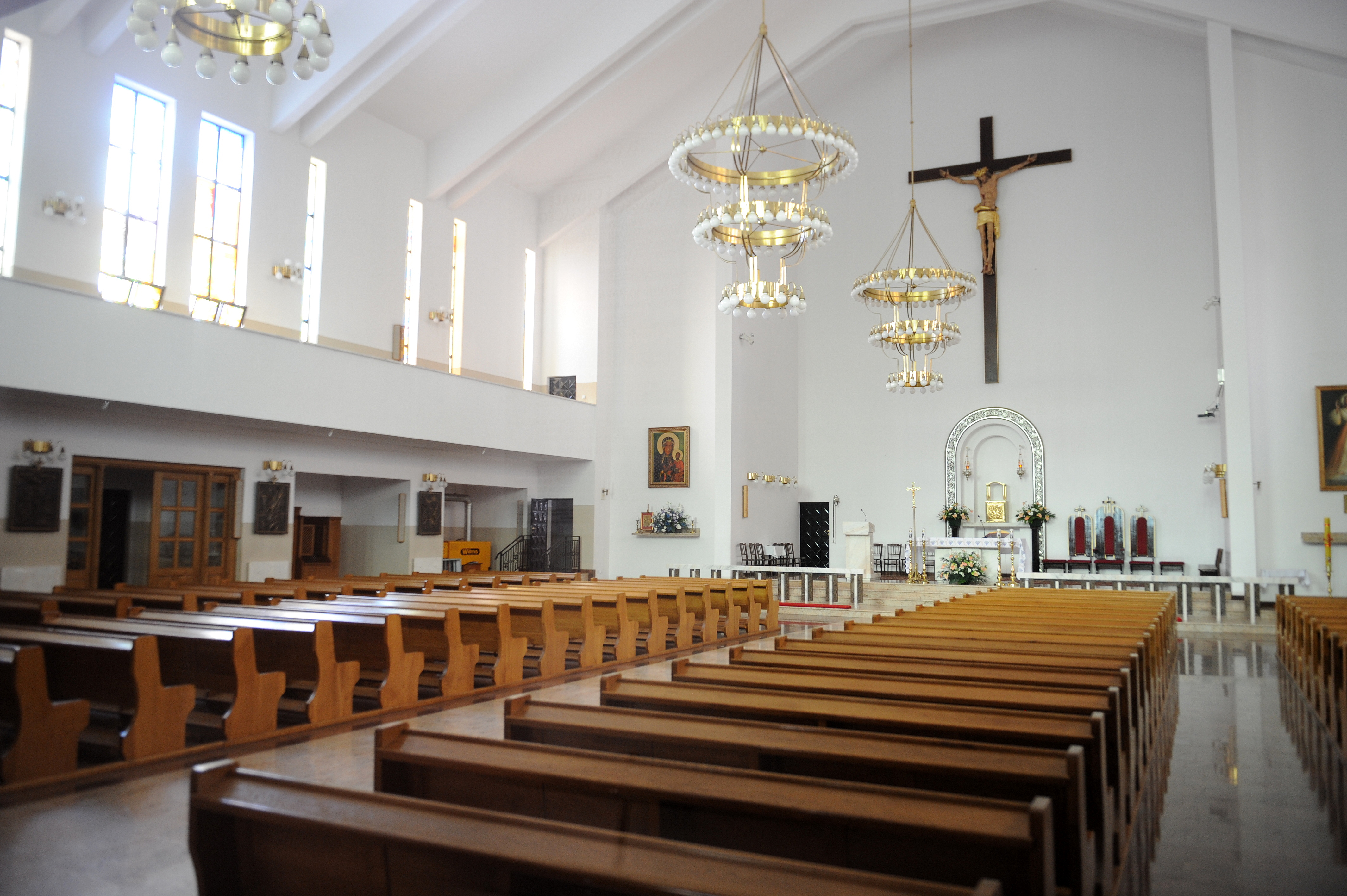
Wnętrze kościoła parafialnego

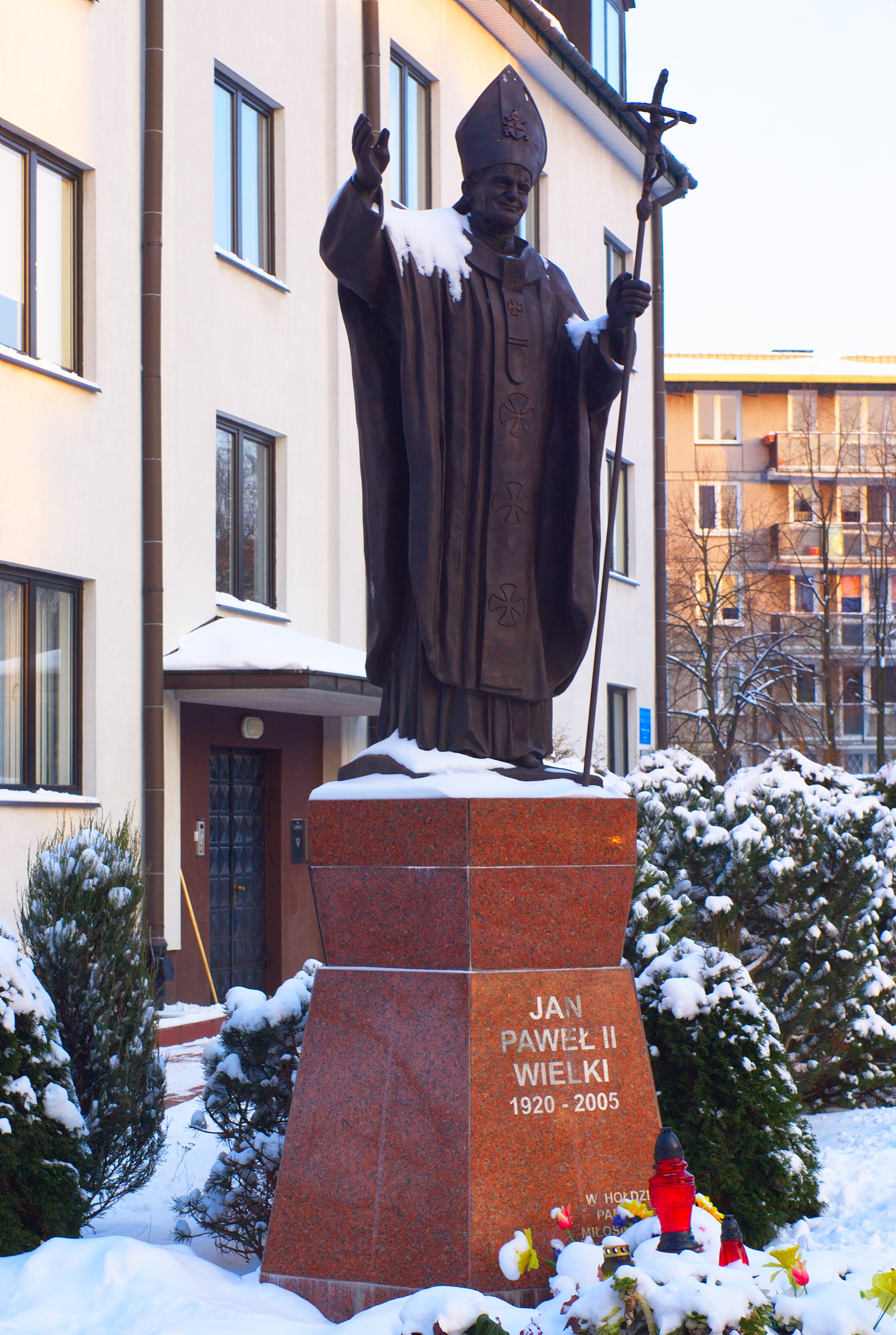
Pomnik Jana Pawła II przed domem parafialnym

Parafia Miłosierdzia Bożego w Warszawie – parafia rzymskokatolicka należąca do dekanatu grochowskiego, diecezji warszawsko-praskiej, metropolii warszawskiej Kościoła katolickiego, w Warszawie, na Pradze-Południe.
Pierwotnie stanowiła filię parafii rzymskokatolickiej Matki Bożej Nieustającej Pomocy w Warszawie. Swoim zasięgiem obejmuje połowę Saskiej Kępy.

## Historia
W miejscu gdzie dziś wznoszą się zabudowania kościelne było rozległe pole przy ul. Ateńskiej, które stanowiło plac rekreacji i spacerów mieszkańców pobliskiego Osiedla Ateńska. W 1997 roku zadecydowano o reorganizacji administracyjnej parafii na Saskiej Kępie, która była za duża i przeznaczeniu na cel budowy nowej świątyni wyżej wymienionego obszaru. Pod koniec 1997 roku ruszyły prace budowlane w wyniku, których wzniesiono kaplicę św. Faustyny oraz budynek domu parafialnego stanowiące filię parafii rzymskokatolickiej Matki Bożej Nieustającej Pomocy. 6 września 1998 roku biskup Kazimierz Romaniuk dokonał ich poświęcenia. 7 kwietnia 2002 roku ordynariusz diecezji warszawsko-praskiej dokonał poświęcenia kościoła Miłosierdzia Bożego wybudowanego według projektu Macieja Krasińskiego, a następnie 29 czerwca 2002 roku wydał dekret o erygowaniu nowej parafii i powołał pierwszego proboszcza ks. Jerzego Banaka.
W latach 2002−2007 parafia była miejscem ekumenicznych spotkań przedstawicieli kościołów chrześcijańskich z Polski i zagranicy organizowanych w ramach Ekumenicznych Dni Biblijnych.  Po translokatach w diecezji warszawsko-praskiej w 2007 roku nowym proboszczem parafii został ks. Zygmunt Podstawka, który od 2009 roku pełnił funkcję dziekana dekanatu grochowskiego diecezji warszawsko-praskiej.

## Proboszczowie
- ks. Jerzy Banak (2002–2007)
- ks. Zygmunt Podstawka (2007–2009)
- ks. Andrzej Dybek (2009–2023)
- ks. Adam Galikowski (od 1 października 2023)[1]

## Grupy parafialne
- AA
- Al-Anon
- Bielanki
- Chór Epifania
- Focolari
- Koło Różańca Świętego
- Kombatanci
- Lektorzy
- Ministranci
- Odnowa w Duchu Świętym
- Ruch Rodzin Nazaretańskich
- Rodzina Radia Maryja
- Totus Tuus
- Wspólnota Ewangelizacyjna Abba